# Alfa Romeo 177
Alfa Romeo 177 je dirkalnik Formule 1 Alfe Romeo, ki je bil v uporabi v sezoni 1979, ko sta z njim dirkala Bruno Giacomelli in Vittorio Brambilla. To je bil prvi dirkalnik Formule 1 Alfe Romeo po modelu 1959, dirkalniku ki je v sezonah 1950 in 1951 osvojil dirkaška naslova prvaka. Toda dirkalnik 177, ki je tako poimenovan po letnici komercialne izdelave, je bil mnogo manj uspešen od svojega slavnega predhodnika, saj je bil uporabljen le na treh dirkah, najboljšo uvrstitev pa je dosegel Brambilla z dvanajstim mestom na domači dirki za Veliko nagrado Italije.

## Popolni rezultati Formule 1
(legenda)
| Leto | Moštvo    | Motor                 | Gume | Dirkača            | 1   | 2   | 3   | 4    | 5   | 6   | 7   | 8   | 9  | 10  | 11  | 12  | 13  | 14  | 15  | Toč | Prv |
| ---- | --------- | --------------------- | ---- | ------------------ | --- | --- | --- | ---- | --- | --- | --- | --- | -- | --- | --- | --- | --- | --- | --- | --- | --- |
| 1979 | Autodelta | Alfa Romeo 115-12 F12 | G    |                    | ARG | BRA | JAR | ZZDA | ŠPA | BEL | MON | FRA | VB | NEM | AVT | NIZ | ITA | KAN | ZDA | 0   | 13. |
| 1979 | Autodelta | Alfa Romeo 115-12 F12 | G    | Bruno Giacomelli   |     |     |     |      |     | Ret |     | 17  |    |     |     |     |     |     |     | 0   | 13. |
| 1979 | Autodelta | Alfa Romeo 115-12 F12 | G    | Vittorio Brambilla |     |     |     |      |     |     |     |     |    |     |     |     | 12  |     |     | 0   | 13. |